# Callisburg
Callisburg é uma cidade localizada no estado norte-americano de Texas, no Condado de Cooke.

## Demografia
Segundo o censo norte-americano de 2000, a sua população era de 365 habitantes.
Em 2006, foi estimada uma população de 392, um aumento de 27 (7.4%).

## Geografia
De acordo com o United States Census Bureau tem uma área de
6,1 km², dos quais 6,1 km² cobertos por terra e 0,0 km² cobertos por água. Callisburg localiza-se a aproximadamente 262 m acima do nível do mar.

## Localidades na vizinhança
O diagrama seguinte representa as localidades num raio de 16 km ao redor de Callisburg.